# Proplatycnemis protostictoides
Proplatycnemis protostictoides is een juffer uit de familie van de breedscheenjuffers (Platycnemididae).
De wetenschappelijke naam van de soort werd in 1953 als Platycnemis protostictoides gepubliceerd door Frederic Charles Fraser.